# Bulbonaricus brucei
Bulbonaricus brucei är en fiskart som beskrevs av Dawson 1984. Bulbonaricus brucei ingår i släktet Bulbonaricus och familjen kantnålsfiskar. Inga underarter finns listade.